# 8월의 광시곡
8월의 광시곡(八月の狂詩曲, Rhapsody In August)은 일본에서 제작된 구로사와 아키라 감독의 1991년 드라마 영화이다. 무라세 사치코 등이 주연으로 출연하였고 쿠로사와 히사오 등이 제작에 참여하였다.

## 출연

### 주연
- 무라세 사치코
- 이가와 히사시

### 조연
- 카야시마 나루미
- 오타카라 토모코
- 이사키 미츠노리
- 네기시 토시에
- 요시오카 히데타카
- 스즈키 미에
- 리차드 기어

## 제작진
- 원작자: 무라타 키요코
- 미술: 무라키 요시로
- 의상: 쿠로사와 카즈코

## 같이 보기
- 히로시마·나가사키 원자폭탄 투하
- 피폭자